# Ананьев, Дмитрий Михайлович
Дмитрий Михайлович Ананьев (10 апреля 1929, Таллин — 25 февраля 1998, Калининград) — советский и российский учёный, доктор технических наук, профессор, заслуженный деятель наук РФ. Автор работ по математическому моделированию движения судов, по управляемости судов на волнении.

## Биография
Дмитрий Михайлович Ананьев родился в 10 апреля 1929 года в городе Таллине. Отец — Михаил Дмитриевич Ананьев. Мать — Екатерина Ильинична Васильева. В 1954 году с отличием окончил Ленинградский кораблестроительный институт.
Дмитрий Михайлович защитил кандидатскую диссертацию в 1962 году, в 1965 году начал работать в КТИРПиХ доцентом кафедры теории корабля. На кафедре под его руководством разрабатывались проблемы динамики судна.
Сфера интересов Дмитрия Михайловича связана с управляемостью судов на волнении, с математическим моделированием движения судов. По данной теме Дмитрием Михайловичем написано более 120 работ, которые изданы в России, Польше, Испании, Эквадоре. Ананьев выступал с докладами на конференциях.
Работы Ананьева Д. М. удостоены премии и медали им. академика А. Н. Крылова.
Дмитрий Михайлович принимал участие в международных конференциях в Германии, Польше, США.
В 1979 году Дмитрий Михайлович защитил докторскую диссертацию по теме «Динамика судна на попутном волнении». В 1981 году было присвоено звание профессора.
Дмитрий Михайлович Ананьев был организатором и первым заведующим основанной в 1982 году кафедры прикладной математики Архивная копия от 17 марта 2020 на Wayback Machine Калининградского технического университета. Ананьев Д. М. был председателем секции мореходных качеств судов Калининградского областного правления НТО им. академика А. Н. Крылова. С 1991 до 1998 года Дмитрий Михайлович руководил кафедрой «Теории и проектирования судов».
В 1997 году за научные заслуги Дмитрию Михайловичу было присвоено звание «Заслуженный деятель науки Российской Федерации».
Умер после продолжительной болезни в 1998 году в Калининграде.

## Научная деятельность
Автор книг и публикаций о математическом моделировании движения судов и об управляемости судов на волнении.